# 전기칼
전기칼(Electric knife)은 음식을 자르는 데 사용되는 전기 주방 기기이다. 이 장치는 함께 고정된 두 개의 톱니 모양의 블레이드로 구성된다. 기기의 전원을 켜면 톱날이 연속적으로 세로 방향으로 움직여 톱질 작업을 수행한다. 1970년대 영국에서 인기가 있었다.

## 발명
전기칼의 발명은 일반적으로 제롬 L. 머레이(Jerome L. Murray)의 것으로 알려져 있지만, 1939년에 특허를 출원한 클렘 E. 코스테르만(Clem E. Kosterman)과 같은 다른 청구인도 있다.
전기칼은 유선, 무선 형태로 제공된다.

## 기타 용도
폴리우레탄 폼 고무 조각, 목재 절단, 금속 절단, 기타 고체 또는 반고체 물질 및 재료를 포함한 다른 목적으로도 사용되기도 한다.